# 이노우에 히데토
이노우에 히데토(일본어: 井上 秀人, 1982년 6월 27일 ~ )는 일본의 전 축구 선수이다.

## 구단 경력
과거 에히메 FC에서 활동하였다.